# غريس ديب
غريس ديب (29 مايو 1975-) مغنية لبنانية

## مشوارها الفني
أسست فرقة غناء باللغة الإنكليزية عندما كانت في المدرسة. بعد ذلك قامت بطرح عدد من الأغاني المنفردة وقامت بالغناء في الأعراس. أول ظهور لها على شاشة التلفاز كان في عام 2003 من خلال الأغنية المشتركة وان كان عليا مع الفنان عاصي الحلاني. بعد ذلك تعاونت غريس مع المطرب الفرنسي جان جاك غولدمان، والذي أطلق عليها لقب «داليدا العرب» في الأغنية التي جعلت غريس ديب مشهورة محلياً وعالمياً Comme Toi والتي أصدرت عنها لاحقاً نسخة باللغة الإنكليزية بعنوان calling you.
ساعدها المخرج اللبناني طوني قهوجي في مشوارها الفني اذ ساهم في اطلالتها على شاشة «ال بي سي» عدة مرات فقدمت أغاني خاصة بها هي مزيج من الإنجليزية والعربية.
بعدها قامت غريس ديب بتوقيع عقد لمدة 5 سنوات مع شركة روتانا. أول ألبوم صدر في شهر آب من عام 2004 بعنوان غنالي العلم كلو. والذي تمتع بنجاح كبير وخلال 20 يوم فقط من إصدار هذا الألبوم، تم سؤال غريس للذهاب إلى مدينة فرانكفورت الألمانية لتمثيل العالم العربي مع الفنان المصري عمرو دياب في معرض فرانكفورت الدولي للكتاب وغنت 3 أغاني من الألبوم: غنالي، والله بتمون و هي.
في عام 2005 أصدرت غريس أغنية مقلدة من أغنية داليدا حلوة يا بلدي والتي وصلت للمرتبة رقم 1 في جدول الأغاني الاسبوعية.
ألبومها الثاني كان بعنوان غنيات غريس ديب.... أكتر من غرام في 28 شباط 2006 والذي حصل على أصداء جيدة في أنحاء العالم العربي. في عام 2006 تم تسمية غريس ديب كسفيرة ل  التي ترعى شؤون كبار السن. ثالث ألبوم كان بعنوان ما بتشبه حدا والذي تم إصداره في 11 حزيران 2008. هذا الألبوم كان من أنجح الألبومات مبيعاً للفنانة غريس ديب. في عام 2009 تم تسيمة غريس ديب كسفيرة لمؤسسة أنهار المحبة والتي ترعى شؤون المصابون بالإيدز.
عملت في العديد من المشاكل الإنسانية كما ذكر سابقاً؛ المؤسسات التي تهتم لشؤون الكبار في السن، الإجهاض، الإيدز وسرطان الثدي.
أنهت ألبوم يحتوي على 8 أغاني ب 8 لغات مختلفة لكي تستعمله في حفلاتها حول العالم ولم يتم طرح هذا العمل في للبيع في الأسواق.
في نهاية عام 2009 فاجأت الجمهور بقرارها ترك شركة روتانا للإنتاج ومنذ ذلك الوقت تعمل غريس ديب لوحدها من دون شركة إنتاج وابتعدت عن الفن لحزنها بعد وفاة والدتها

### حياتها الأسرية
تزوجت في 28 أبريل 2007 من شخص من خارج الوسط الفني وانفصلت عنه بعد ثلاثة أيام

## ألبومات[7]
| الألبوم                         | العام  | المنتج |
| ------------------------------- | ------ | ------ |
| غنالي العالم كلو                | (2004) | روتانا |
| غنيات غريس ديب.... أكتر من غرام | (2006) | روتانا |
| ما بتشبه حدا                    | (2008) | روتانا |

## فيديو كليبات
| الأغنية                             | المخرج       | العام | المنتج    |
| ----------------------------------- | ------------ | ----- | --------- |
| وإن كان عليا مع الفنان عاصي الحلاني | سعيد الماروق | 2003  | روتانا    |
| Calling you                         |              | 2004  | روتانا    |
| غنالي                               | جوليانا صفير | 2004  | روتانا    |
| أنا حبيت                            | عادل سرحان   | 2004  | روتانا    |
| والله بتمون                         | عادل سرحان   | 2005  | روتانا    |
| أكتر من غرام                        | عادل سرحان   | 2006  | روتانا    |
| غنيات                               | كميل طانيوس  | 2007  | روتانا    |
| اعذريني                             | نبيل لبس     | 2008  | روتانا    |
| قلي كيف                             | كميل طانيوس  | 2009  | روتانا    |
| بعدك عني                            | كميل طانيوس  | 2009  | روتانا    |
| عيني في عينه                        | كميل طانيوس  | 2009  | روتانا    |
| ما بتشبه حدا                        | كميل طانيوس  | 2010  | روتانا    |
| غني                                 | كلود بركات   | 2011  | إنتاج خاص |
| حلوة يا بلدي                        | روي بو خليل  | 2014  | إنتاج خاص |

### أغاني منفردة
- I like your style
- It's really hard
- I need a hero
- Praise
- My daily bread
- ما أعظمك
- Play don't stop
- حلوة يا بلدي
- You raise me up
- Chantons L'amour en Guitare
- Hard on me
- Ghanni

## وصلات خارجية
- موقع غريس ديب الرسمي